# Chthoniidae
Famille
Synonymes
- Chthoniinae Daday, 1888
- Cecodithinae Chamberlin & Chamberlin, 1945

Les Chthoniidae sont une famille de pseudoscorpions. 
Elle comporte plus de 700 espèces dans 34 genres.

## Distribution
Les espèces de cette famille se rencontrent en Europe, en Amérique, en Afrique, en Océanie et en Asie.

## Liste des genres
Selon Pseudoscorpions of the World (version 3.0) :
- Chthoniini Daday, 1888
  - Aphrastochthonius Chamberlin, 1962
  - Apochthonius Chamberlin, 1929
  - Austrochthonius Chamberlin, 1929
  - Caribchthonius Muchmore, 1976
  - Chiliochthonius Vitali-di Castri, 1976
  - Chthonius C. L. Koch, 1843
  - Congochthonius Beier, 1959
  - Drepanochthonius Beier, 1964
  - Francochthonius Vitali-di Castri, 1976
  - Kleptochthonius Chamberlin, 1949
  - Malcolmochthonius Benedict, 1978
  - Mexichthonius Muchmore, 1975
  - Mundochthonius Chamberlin, 1929
  - Neochthonius Chamberlin, 1929
  - Pseudochthonius Balzan, 1892
  - Sathrochthoniella Beier, 1967
  - Sathrochthonius Chamberlin, 1962
  - Spelyngochthonius Beier, 1955
  - Tyrannochthoniella Beier, 1966
- Tyrannochthoniini Chamberlin, 1962
  - Lagynochthonius Beier, 1951
  - Maorichthonius Chamberlin, 1925
  - Paraliochthonius Beier, 1956
  - Troglochthonius Beier, 1939
  - Tyrannochthonius Chamberlin, 1929
  - Vulcanochthonius Muchmore, 2000
- Ayyaloniini Ćurčić, 2008
  - Ayyalonia Ćurčić, 2008
- tribu indéterminée
  - Anisoditha Chamberlin & Chamberlin, 1945

et décrits ou élevés depuis
- Chthoniini
  - Cantabrochthonius Zaragoza, 2017
  - Ephippiochthonius Beier, 1930
  - Globochthonius Beier, 1931
  - Hesperochthonius Muchmore, 1968
  - Microchthonius Hadži, 1933
  - Occidenchthonius Zaragoza, 2017
  - Zaragozachthonius Gardini, 2020
- Neobalkanellini Ćurčić, 2013
  - Neobalkanella Ćurčić, 2013
- tribu indéterminée
  - † Prionochthonius Wreidt, Harvey, Hammel, Kotthoff & Harms, 2021
  - † Weygoldtiella Harvey, Cosgrove, Harms, Selden, Shih & Wang, 2018

## Systématique et taxinomie
Cette famille a été décrite par Daday en 1888 comme une sous-famille des Cheliferidae.

## Publication originale
- Daday, 1888 : « A Magyar Nemzeti Muzeum álskorpióinak áttekintése. » Természetrajzi Füzetek kiadja a Magyar nemzeti Muzeum, vol. 11, p. 111-136 & 165-192 (texte intégral).